# 金頭鼠麴草
金头鼠麴草（学名：Gnaphalium chrysocephalum）是菊科鼠麴草属的植物，是中国的特有植物。分布在中国大陆的四川、贵州、云南等地，生长于海拔2,600米至2,800米的地区，常生长在山坡草丛中，目前尚未由人工引种栽培。